# Jordan Ikoko
Jordan Ikoko (Montereau, 3 de fevereiro de 1994) é um futebolista profissional congolês que atua como defensor,Atualmente joga pelo EA Guingamp

## Carreira
Jordan Ikoko representou o elenco da Seleção da República Democrática do Congo de Futebol no Campeonato Africano das Nações de 2017.